# 대니얼 분 (가수)
대니얼 분(Daniel Boone, 1942년 7월 31일 ~ )은 잉글랜드의 가수, 작곡가, 세션 연주자이다.

## 유명세
그는 보통적으로 대한민국 국내에서는 《Beautiful Sunday》라는 노래 작품의 오리지널 원곡 가수로 널리 잘 알려져 있다.

## 기타 비고 사안
아명은 피터 리 스털링(Peter Lee Stirling)이었으며, 피터 찰스 그린(Peter Charles Green)으로 개명했다.
예명의 경우, 대니얼 분은 1790년대 후반 시대 미국 개척자인 대니얼 분의 이름을 따 지은 것이다.